# AEX
El índice AEX, derivado de Amsterdam Exchange Index, lo componen los 25 principales valores que cotizan en el Euronext de la bolsa de Ámsterdam. Este índice tiene una base de 45,83 puntos referidos a 3 de enero de 1983. Los valores ponderan por el criterio de capitalización, aunque tienen en cuenta el nivel de free float. Este índice se revisa anualmente basándose en el volumen negociado, el primer día laborable de marzo. Un valor sólo puede tener un 10% de peso (en el día de la revisión anual). Las sesiones se desarrollan de lunes a viernes.
|                      | AEX Index - Holland (FTI) |
| -------------------- | ------------------------- |
| Bolsa:               | EUREID                    |
| Sector:              | Índice                    |
| Tamaño de garrapata: | 0.05                      |
| BPV:                 | 200                       |
| Denominación:        | GBP                       |

## Composición
El índice está compuesto de las siguientes empresas a 30 de junio de 2021.
| Compañía                  | Sector                     | Ticker          | Peso en el índice (%) |
| ------------------------- | -------------------------- | --------------- | --------------------- |
| Adyen                     | Administración financiera  | Euronext: ADYEN | 6.90                  |
| Aegon                     | Seguros                    | Euronext: AGN   | 0.81                  |
| Ahold Delhaize            | Distribución de alimentos  | Euronext: AD    | 3.40                  |
| AkzoNobel                 | Química especializada      | Euronext: AKZA  | 2.58                  |
| ArcelorMittal             | Acero                      | Euronext: MT    | 2.41                  |
| ASM International         | Semiconductores            | Euronext: ASM   | 1.70                  |
| ASML Holding              | Semiconductores            | Euronext: ASML  | 17.62                 |
| Universal Music Group     | Entretenimiento            | Euronext: UMG   | 0.57                  |
| BE Semiconductors         | Semiconductores            | Euronext: BESI  | 0.66                  |
| DSM Firmenich AG          | Química especializada      | Euronext: DSFIR | 3.71                  |
| Heineken                  | Bebidas                    | Euronext: HEIA  | 3.06                  |
| IMCD                      | Química especializada      | Euronext: IMCD  | 0.99                  |
| ING Group                 | Banca                      | Euronext: INGA  | 5.64                  |
| Just Eat Takeaway         | Alimentación               | Euronext: TKWY  | 1.35                  |
| KPN                       | Telecomunicaciones         | Euronext: KPN   | 1.15                  |
| NN Group                  | Seguros                    | Euronext: NN    | 1.45                  |
| Philips                   | Equipos médicos            | Euronext: PHIA  | 4.95                  |
| Prosus                    | Servicios digitales        | Euronext: PRX   | 4.35                  |
| Randstad                  | Agencias de empleo         | Euronext: RAND  | 1.08                  |
| RELX                      | Publicidad                 | Euronext: REN   | 5.78                  |
| Shell plc                 | Petróleo y gas             | Euronext: SHELL | 10.15                 |
| Signify                   | Materiales de construcción | Euronext: LIGHT | 0.89                  |
| Unibail-Rodamco-Westfield | Inmobiliaria               | Euronext: URW   | 1.12                  |
| Unilever                  | Productos de consumo       | Euronext: UNA   | 14.76                 |
| Wolters Kluwer            | Publicidad                 | Euronext: WKL   | 2.94                  |